# イポー
イポー (Ipoh、漢字表記：怡保) は、マレーシアペラ州の州都。首都クアラルンプールから南北高速道路で約200キロメートル北に位置する。

## 概要
19世紀に成長著しい錫鉱業によりマレーシアの主要都市へと発展した。英国の植民地時代に、マレーシア第二の都市となった。鉄道駅や町役場など、英国植民地時代の顕著な建築物がいくつか残されている。
近年、イスラム色が更に強くなりアラブ人等の流入が多くなった首都クアラルンプールと違い、人口の約7割が華人でタイピンと並び中国色の強い地域の一つ。

## 歴史

### 語源
イポーという名前は、当地に生息する pohon epu 、より広くは pokok ipoh （華語：見血封喉）として知られる樹木から取られたと考えられている。この樹木の樹液には毒があり、オラン・アスリにより吹き矢の毒として使われた。
イポーは以前、早く錫鉱を抽出するのに使用された巨大な採掘ポンプから、華僑により壩羅（パロ）として知られていた。また、錫鉱業開発による成功と財産を示す「錫城」または「大富豪の都市」と呼ばれていた。
他の別名には広東語に「ブーゲンビリアの都市」「山城」「丘の都市」がある。

### 歴史
1820年代にキンタ川畔の村として誕生した。20キロメートル南に位置する初期の鉱山町ゴペンと比べても、当時さほど栄えてはいなかった。1890年にフランク・スウェッテナムは、今日のイポーにも通ずる体系的な計画につながるイポー衛生委員会を設立した。
20世紀にイギリスの錫鉱業会社が相次いでイポーに設立されたことを転機として台頭を始めた。1902年にインド・オーストラリア・中国チャータード銀行などの有力な機関がイポーに事務所を開設し、Straits Trading 社や後の Eastern Smelting 社に資金を提供した。Botly and Co., A.H Whittaker & Co., Chartered Accounts, Evatt & Co., Estate Visiting Agents Milne & Stevens started など植民地時代のより多くの会社が、急成長の町に事務所を開設し始めた。
キンタ川渓谷の豊かな錫埋蔵量という地理的要件によりおのずから成長の中心となり、とくに1920年代から1930年代にかけて鉱山町として急速に発展を遂げた。1930年代初期、客家人坑夫で大富豪の姚德勝は、今日新市街として知られているキンタ川東岸からグリーンタウンに及ぶ広大な空間の開発を開始した。
1941年12月15日に、日本によって占領された。占領の間、イポーはタイピンに代わってペラ州の州都となった。1942年3月、日本のペラ州政庁が St. Michael's Institution に置かれた。イギリス軍によりマラヤが解放された後も、引き続きペラ州の州都となった。
1950年代、映画館、遊園地、キャバレー、および多くのナイトライフの急増により特色づけられた。そして2つの最も大きいエンターテインメントグループ、キャセイ・オーガニゼーション社とショウ・ブラザーズ社は映画チェーンをここに設立した。またペナン、クアラルンプール、シンガポールとともにマラヤン航空（現在のマレーシア航空）がフライトする四都市のうちの一つであった。
錫価格の下落と1970年代後半の鉱山閉鎖により成長は停滞し、マレーシアの他の地域（特にクアラルンプールのような大都市圏）やシンガポールへの多くの若い人材の流出をもたらした。イポーは穏やかで平和な都市として知られるようになり、定年後の居住に適した場所と思われた。イポーを現代的な街とする再開発のために様々な努力が計られた。郊外に新しい開発がある度に、都市は絶えず拡大している。一方、開発の負の側面であるエイジアンレアアース社事件が起きている。

## イポー特別市

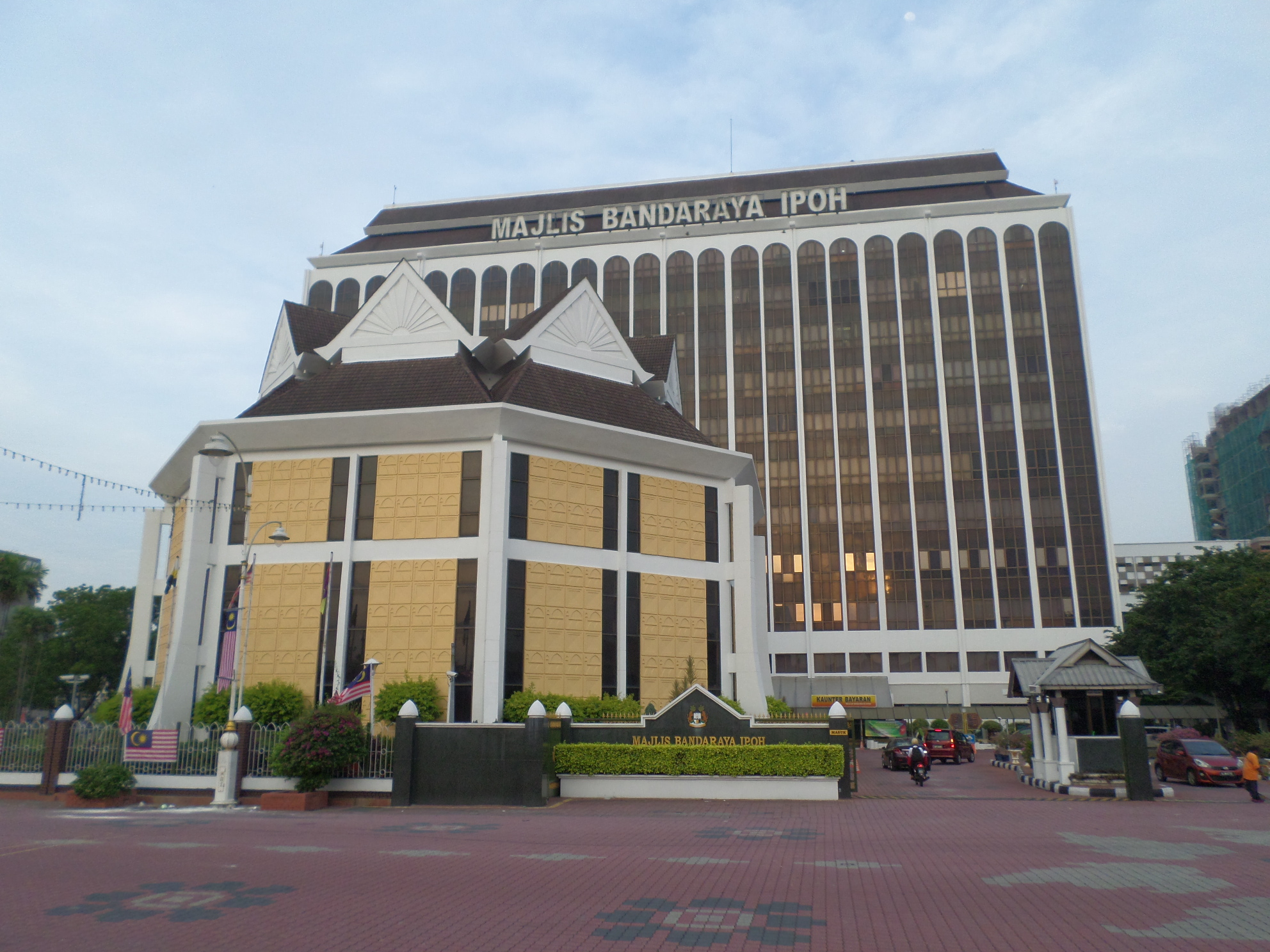
イポー特別市

イポー特別市 (Majlis Bandaraya Ipoh, MBI) は、周辺のいくつかの町を管理している。
1. Ampang
2. Bercham
3. Buntong
4. Chemor
5. Cyber City
6. Falim
7. Gugusan Manjoi
8. Gunung Rapat
9. Ipoh Garden
10. First Garden
11. Jelapang
12. Kelebang
13. Lahat
14. Meru
15. Menglembu
16. Pasir Puteh
17. Pekan Baru
18. Pekan Lama (Old Town)
19. Pengkalan
20. Simpang Pulai
21. Station 18
22. Sunway City
23. Tambun
24. Taman Cempaka Ipoh
25. Tanjung Rambutan
26. Tasek

## 人口
イポーは未だマレーシア最大の都市の1つであり続けている。今日、イポーはマレーシアで3番目に大きい都市である。
- 人口: 710,798 (2007)
- 市街地人口: 1,097,682 (2008)[1]
- 順位: マレーシアで6番目に人口の多い都市中心部。 (2007)[2]

### 国勢調査統計
以下はイポー市庁2004年の統計に基づく。
| Ethnic groups in Ipoh, 2004 census | Ethnic groups in Ipoh, 2004 census | Ethnic groups in Ipoh, 2004 census |
| 民族                               | 人口                               | 割合                               |
| ---------------------------------- | ---------------------------------- | ---------------------------------- |
| 華人                               | 451,361                            | 70.0%                              |
| マレー人                           | 109,616                            | 17.0%                              |
| インド人                           | 80,600                             | 12.5%                              |
| その他                             | 3,225                              | 0.5%                               |

## 食文化
イポーは食で有名である。地元では、とくに大きなカルスト地形をもつイポーの地勢で比較的硬水（高いアルカリ含有量）となるイポーの水により料理が美味しくなると言われる。
沙河粉などの料理で有名である。ほとんどの、とくにより古い世代のイポーの住民は点心とともに香港風の飲茶を楽しむ。他に芽菜鶏、客家麺、香餅が有名である。
またマレー料理、インド料理でも有名であり、サテ、トンポヤ、バナナ葉の飯や、様々な北インド料理がある。
イポーはマレーシアで「イポーホワイトコーヒー」として知られるコーヒーにおいても有名である。

## インフラストラクチャー

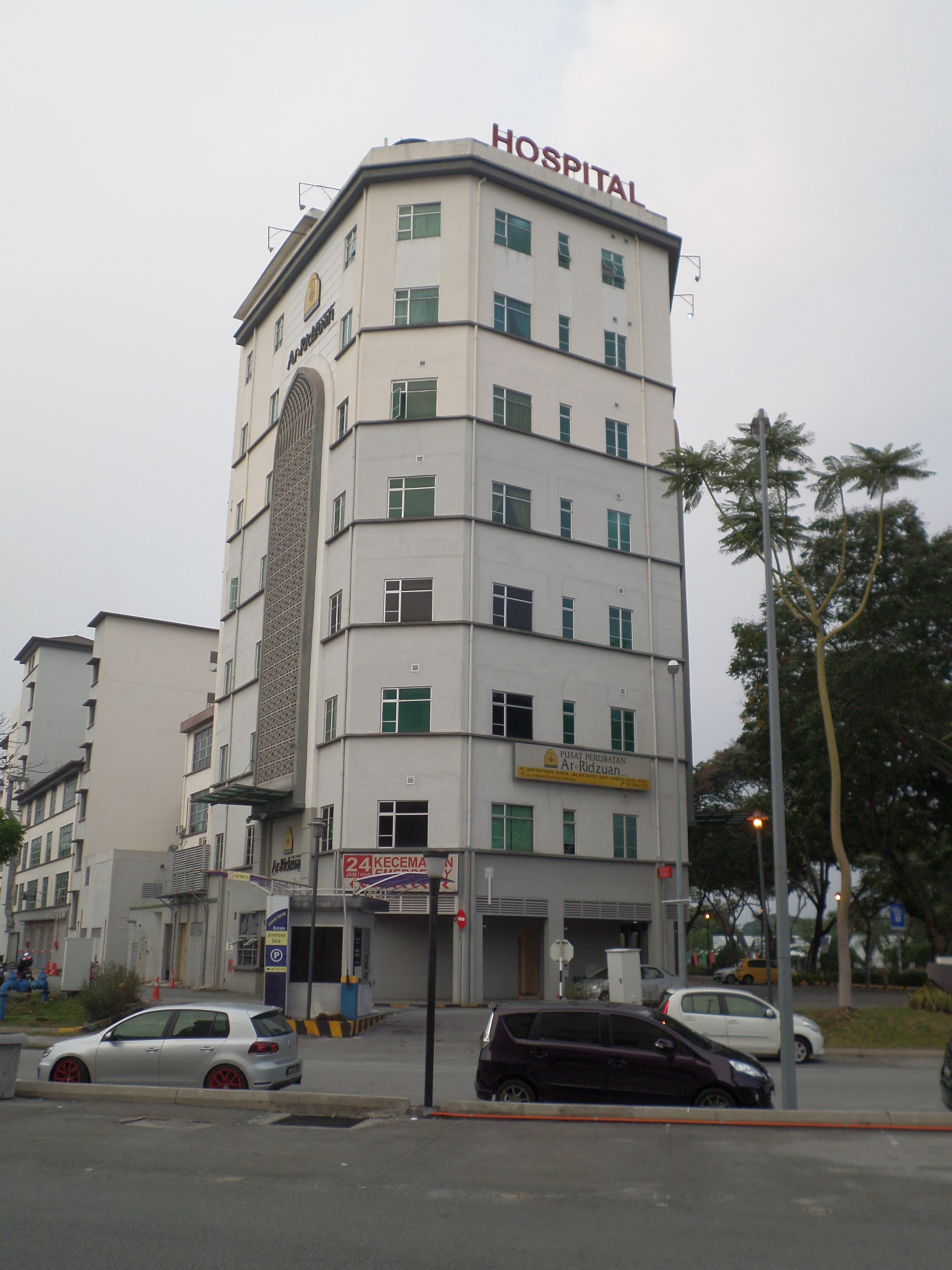
イポー病院

### 医療
国立病院のイポー病院はフェアパークとグリーンタウン近くに位置している。

## 交通
幹線道路
国道1号は近隣の町や他の州（ゴパン、クアラルンプールの南）とイポーを接続する。 
高速道路
新しい南北高速道路は国道1号よりも速く、効率的な代替手段である。 しかしながら、カンパルのような特定の町は国道1号を通してしか行けない場合もある。南北高速道路からは4つの出口でイポーに接続される。 - Simpang Pulai, South Ipoh (Ipoh(S)) or North Ipoh (Ipoh(U)) & Jelapang
鉄道
マレー鉄道のイポー駅が旧市街に位置している。駅舎はとても美しく、地元では「イポーのタージ・マハル」と呼ばれる。 
バス
都市間バスターミナルがイポー南のTerminal Amanjaya にあり、クアラルンプール、ジョホールバル、マラッカなどへのバスが発着している。またイポー駅近くの旧市街 Medan Kidd にある旧バスターミナルからもキャメロン・ハイランド、タイピンなどへの中距離のバスが発着している。
空路

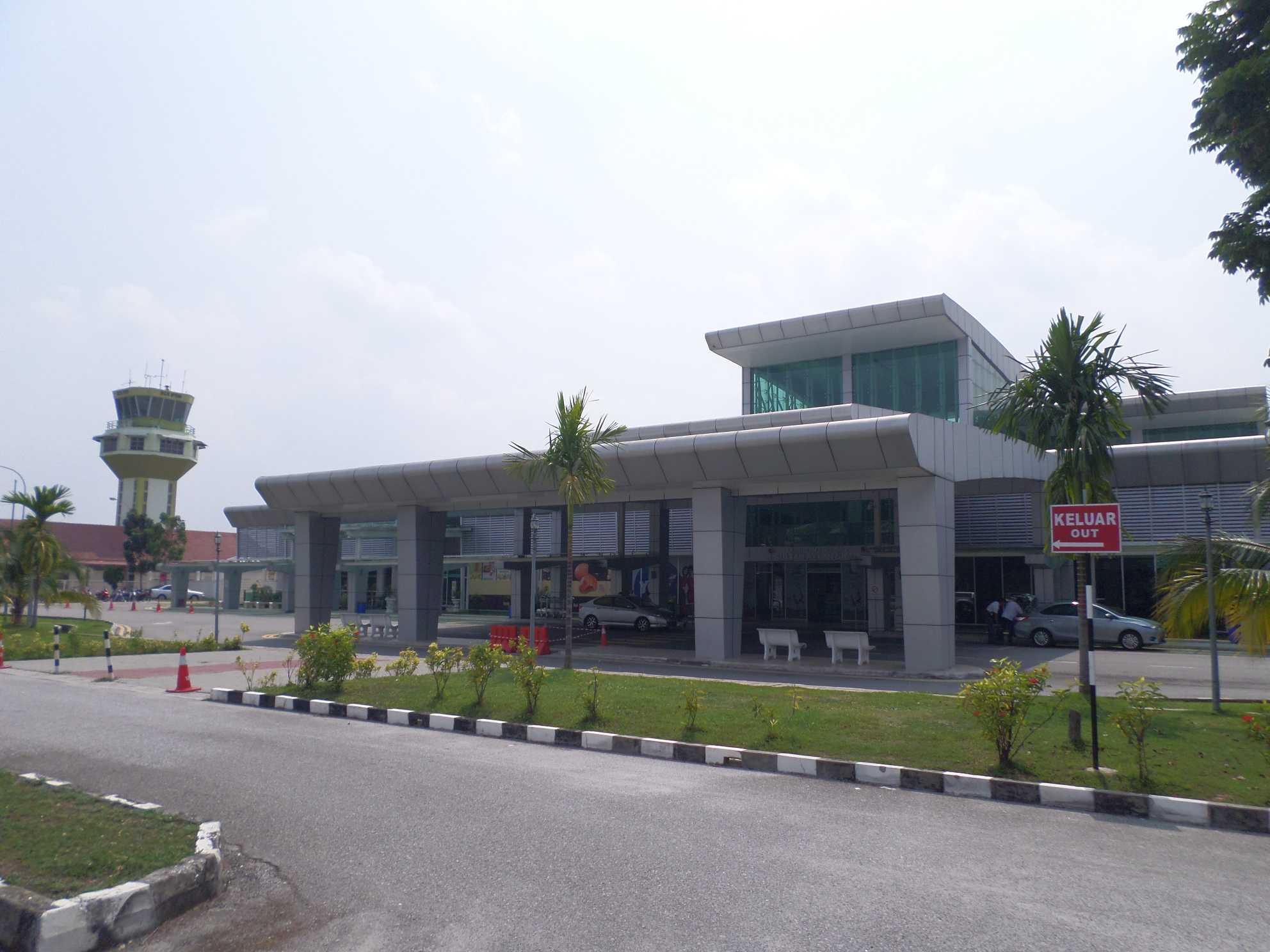
スルタン・アズラン・シャー空港

スルタン・アズラン・シャー空港はイポー唯一の空港である。それは Gunung Rapat の近くに位置している。国内線と若干の国際線が就航している。 2006年5月にマレーシア航空、2006年9月にエアアジアが、それぞれイポーへの運航を中止した。エアアジアは、安全な離着陸のための滑走路の距離不足を理由としたが、マレーシア航空は利益が出ないことを理由とした。

## 姉妹都市
- 福岡市（日本）[6]
- 南寧市（中国）[7]
- 広州市（中国）